# The Weigh In EP
The Weigh In – pierwszy darmowy EP amerykańskiego rapera DMX-a, wydany 15 maja 2012 w celu promocji kolejnego albumu, Undisputed.

## Lista utworów
1. Intro - 0:15
2. Where I Wanna Be (gośc. Big Stan) - 4:08
3. Shit Don't Change (gośc. Snoop Dogg) - 4:23
4. Last Hope (Skit) - 0:10
5. Last Hope - 3:11
6. Lil Wayne Interlude - 0:24
7. Where My Dogs At - 2:05
8. Tyrese Speaks - 1:08
9. That's My Baby (gośc. Tyrese) - 3:38
10. DJ Envy Interlude - 0:45
11. Right Or Wrong - 3:35